# Micralarctia edlingeri
Micralarctia edlingeri är en fjärilsart som beskrevs av Max Bartel 1903. Micralarctia edlingeri ingår i släktet Micralarctia och familjen björnspinnare. Inga underarter finns listade i Catalogue of Life.